# 에런 새뮤얼 올라나레
에런 새뮤얼 올라나레(Aaron Samuel Olanare, 1994년 6월 4일 ~ )는 나이지리아의 축구 선수이다. 현재 TFF 1. 리그 에르주룸스포르 F.K.에서 뛰고 있다.